# Marithé + François Girbaud
Marithé + François Girbaud is een internationaal kledingbedrijf gevestigd in Frankrijk dat in 1972 werd opgericht door  de stylisten François Girbaud en Marithé Bachellerie. Het duo creëerde verschillende merken, waaronder Compagnie des montagnes et des forêts, Ça, Closed, Matricule 11342. Ze zijn vooral bekend vanwege de industrialisatie van de stonewash, wijde broeken en  de nauwsluitende spijkerbroeken.

## Geschiedenis
Het modeduo begon hun carrière in de Parijse kledingwinkel Western House. Vervolgens hielpen Maurice Chorenslup, Pierre Zelcer en Jacques Rozenker het echtpaar bij het creëren van hun eerste merken. De jaren 1980 en 1990 waren de decennia van de grootste successen voor het Franse merk, met een wereldwijde omzet van $900 miljoen. In 2010 genereerde de groep nog € 200 miljoen aan inkomsten.

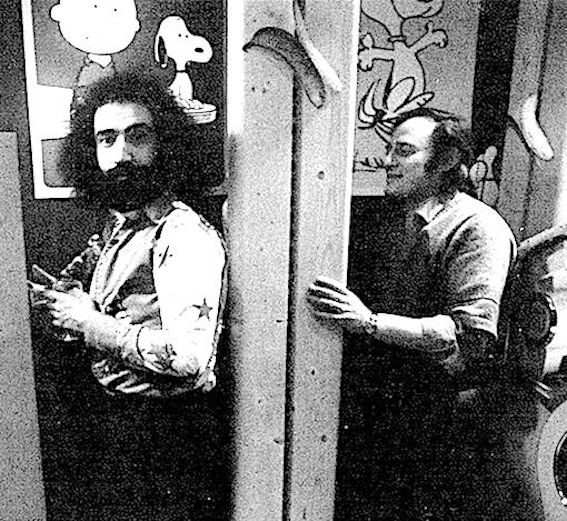
François Girbaud en Jacques Rozenker (1974).

In 1983 creëerde het Girbaud-duo kostuums voor Jennifer Beals en Michael Nouri, acteurs in de Flashdance -film. In 1992 droeg Kris Kross, het rap/hiphopduo bekend van de hit " Jump ", de spijkerbroek van Girbaud in hun videoclip. 
In 1995 begonnen Marithé et François nieuwe snij- en assemblagetechnieken te gebruiken: laser, ultrageluid en technofusie. Vervolgens lanceerden ze in 1997 het nieuwe bleu éternel-proces, dat voorkomt dat indigo-denim vervaagt. Het kledingstuk blijft zacht, comfortabel en behoudt zijn belangrijkste eigenschappen: diepte en authenticiteit van kleur. Wattwash, de laserbehandeling van denim, veroudert de stof kunstmatig en vermindert het waterverbruik met 97,5%, waarmee ze het ecologische bewustzijn van consumenten wilden vergroten.
In juni 2012 werd gemeld dat Girbaud het faillissement had aangevraagd en werden de websites offline gehaald. In 2015 richtten Marithé Bachellerie en François Girbaud een nieuw bedrijf op genaamd Mad Lane (een rondreizende conceptstore), maar gebruikten nog steeds de oorspronkelijke naam Marithé + François Girbaud.

## Filmografie
2016: Marithé + François = Girbaud: filmdocumentaire geregisseerd door Jérémie Carboni met in de hoofdrollen onder meer Marithé Bachellerie, François Girbaud, Renzo Rosso (CEO van het merk Diesel), Benjamin Cotto van Lilly Wood and the Prick band, Jacques Rozenker, Jennifer Beals.